# Håndens kirurgi
Håndens kirurgi er en dansk undervisningsfilm fra 1961 med instruktion og manuskript af Edgard Schnohr.

## Handling
Undervisningsfilm for medicinske studerende. En række eksempler på kirurgisk behandling af akutte infektioner i hånden.